# Plagodis fervidaria
Plagodis fervidaria là một loài bướm đêm trong họ Geometridae.